# فيتو دي باري
فيتو دي باري (بالإيطالية: Vito Di Bari)‏ (7 أبريل 1983 في إيطاليا - ) هو لاعب كرة قدم إيطالي في مركز الدفاع. لعب مع نادي بيستويسي ونادي تارانتو 1927 ونادي ريجينا ونادي فروسينوني ونادي فينيزيا ونادي كريمونيسي وهيلاس فيرونا وكوسينزا كالشيو وايه إس دي سامبينديتيس كالتشيو ‏ وAS Melfi ‏ وFermana FC ‏ وASD Martina Calcio 1947 ‏ وFidelis Andria 2018 ‏ وUS Bitonto ‏ وASD Victor San Marino ‏.

## وصلات خارجية
- فيتو دي باري على موقع قاعدة بيانات كرة القدم.إي يو (الإنجليزية)
- فيتو دي باري على موقع Soccerway.com (الإنجليزية)